# Stefan Garczyński (kasztelan rozpierski)
Stefan Garczyński herbu własnego – kasztelan rozpierski.
Jego rodzicami byli Edward, kasztelan rozpierski (syn wojewody Stefana Garczyńskiego) i Katarzyna z Radolińskich. Ożenił się z Anną ze Skórzewskich, z którą miał dzieci: Adama, Filipa i Aleksandra. 
Pełnił funkcję komisarza cywilno-wojskowego województwa poznańskiego, a także od marca 1789 do stycznia 1791 służył w stopniu rotmistrza w chorągwi 1. Brygady Kawalerii Narodowej.